# Charles Dinarello

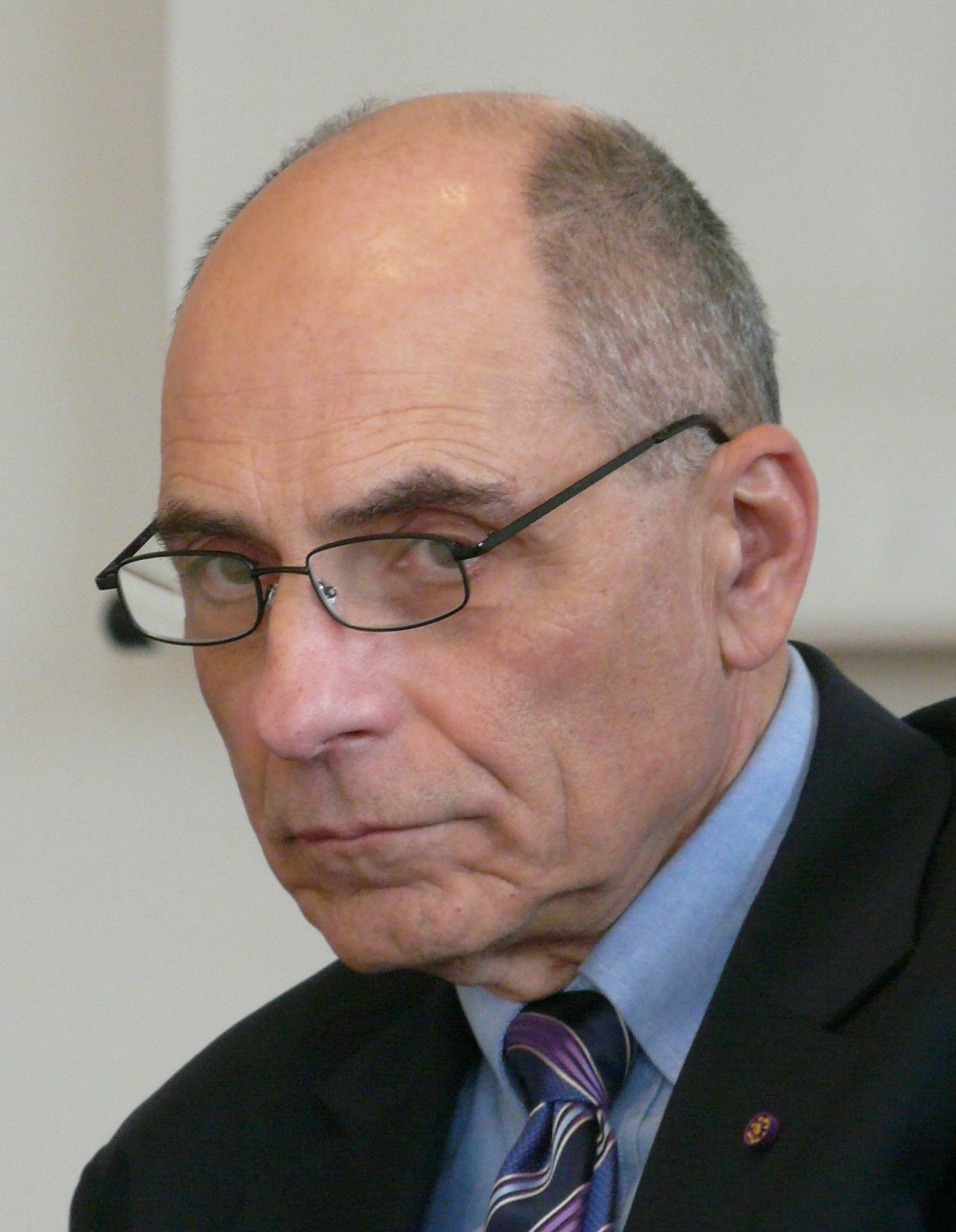
Charles Dinarello, 2010

Charles Dinarello (* 22. April 1943 in Boston) ist ein US-amerikanischer Arzt und seit Mitte der 1970er-Jahre Forscher auf dem Gebiet der Zytokine, speziell des Interleukin-1 und des Tumornekrosefaktors. Er gilt als „Gründungsvater“ der Zytokinbiologie.

## Werdegang
Charles Dinarello studierte zunächst Medizin an der Boston University, wo er 1965 den Bachelor-Grad erwarb und danach an der Yale University. Dort erwarb er 1969 aufgrund einer Studie über die Ursachen für das Entstehen von Fieber den Doktorgrad. Anschließend arbeitete er zwei Jahre am Massachusetts General Hospital und von 1971 bis 1977 an den National Institutes of Health in Bethesda. Als Wissenschaftlicher Assistent (von 1977 bis 1982) unter Sheldon M. Wolff und danach als Professor für Medizin und Pädiatrie war er an der Tufts University in Boston sowie am New England Medical Center Hospital in Boston tätig, bevor er 1996 als Professor an die School of Medicine der Universität von Colorado in Denver wechselte, deren Lehrkörper er seitdem angehört.

## Forschungsthemen
Schon seine Doktorarbeit widmete Charles Dinarello 1969 den körpereigenen Proteinen der Leber, die zum Entstehen von Fieber führen. Die molekulare Struktur dieser damals so genannten endogenen leukozytischen Pyrogene war seinerzeit noch unbekannt. 1974 konnte Dinarello als erster nachweisen, dass diese leukozytischen Pyrogene aus zwei unterscheidbaren Gruppen von Molekülen bestehen; deren heutigen Bezeichnung lautet Interleukin-1α und Interleukin-1β. 1977 gelang Dinarello der Nachweis, dass hoch reine leukozytische Pyrogene des Menschen hohes Fieber auch beim Kaninchen verursachen können, und zwar noch in Spuren von 25 Nanogramm pro Kilogramm Körpergewicht; ferner, dass das gleiche Protein die Lymphozyten von Mäusen aktiviert. 1979 wurde das von Dinarello nachgewiesene Pyrogen auf einer internationalen Konferenz zur Vereinheitlichung der Nomenklatur – da als erstes beschrieben – Interleukin-1 benannt.
Von diversen Forschergruppen wurde Anfang der 1980er-Jahre nachgewiesen, dass das als Interleukin-1 bezeichnete Protein nicht nur Fieber verursachen kann, sondern zum Beispiel auch eine Rolle beim Septischen Schock und beim Schlaf spielt, Appetitlosigkeit und Muskelschwund hervorrufen und die Insulin produzierenden β-Zellen der Bauchspeicheldrüse schädigen kann. Daher wurde weithin angezweifelt, dass ein einziges Molekül solche scheinbar unspezifischen Wirkungen im Immunsystem haben kann. Ab Februar 1982 wurde Dinarello von der ärztlichen Verpflichtung zur Patientenversorgung freigestellt, so dass er Zeit fand, zu versuchen, das für Interleukin-1 codiende Gen zu klonieren – was bedeutete, erneut wissenschaftliches Neuland zu betreten, denn effiziente Methoden zur DNA-Sequenzierung waren erst 1977 entwickelt und 1982 waren erst drei menschliche Gene isoliert worden. Schon im Dezember 1984 publizierte seine Arbeitsgruppe jedoch die DNA-Sequenz von Interleukin-1β, was zur Folge hatte, dass die vielfältigen Wirkungen des Proteins nunmehr endgültig bewiesen werden konnten.
In den folgenden Jahren identifizierte Dinarello weitere Interleukine, er erforschte deren Zusammenspiel mit dem Tumornekrosefaktor und etablierte die Anwendung von Interleukin-1-Hemmstoffen für die Therapie. Angewendet werden Interleukin-1-Hemmstoffe zum Beispiel bei der Behandlung von Patienten mit periodischen entzündlichen Symptomen wie Gicht, Typ-2-Diabetes und Multiplem Myelom sowie bei Kindern, die an einer bestimmten schweren Form der Arthritis leiden.
Charles Dinarello veröffentlichte mehr als 600 Originalarbeiten über Zytokine. Er gilt ferner als Experte für die Erforschung der entzündungshemmenden Wirkung von Omega-3-Fettsäuren.

## Auszeichnungen
1993 wurde Dinarello für seine Beiträge auf dem Gebiet der Infektionskrankheiten und Zytokine mit dem Ernst-Jung-Preis ausgezeichnet; das gesamte Preisgeld (125.000 US-Dollar) spendete er Universitäten und Forschungsinstituten in den Vereinigten Staaten und in Israel und gründete die Sheldon-M.-Wolff-Professur an der Tufts University zur Ehrung seines Mentors. 1996 erhielt er die Ludwig-Heilmeyer-Medaille in Gold der Deutschen Gesellschaft für Innere Medizin. 1998 wurde Dinarello in die National Academy of Sciences gewählt. Weitere Auszeichnungen waren der Internationale Chirone-Preis der italienischen Nationalen Akademie für Medizin, der Carol-Nachman-Preis für Rheumatologie, den Sheikh Hamdan bin Rashdid al Maktoum Award (Vereinigte Arabische Emirate) und der Beering Award (USA).
2009 erhielt Dinarello den Albany Medical Center Prize und den Crafoord-Preis der Königlich Schwedischen Akademie der Wissenschaften. Im März 2010 wurde ihm in Frankfurt am Main der Paul-Ehrlich-und-Ludwig-Darmstaedter-Preis verliehen. Für 2020 wurde ihm der Tang Prize in der Kategorie „Biopharmazeutische Forschung“ zugesprochen.
Charles Dinarello ist Ehrendoktor der Universität Marseille, der Universität Frankfurt sowie des Weizmann-Instituts in Rechowot, Israel. Er ist ferner Mitglied im Kontrollrat der Proceedings of the National Academy of Sciences sowie zahlreicher weiterer wissenschaftlicher Zeitungen.

## Belege
1. ↑   Philip E. Auron et al.: Nucleotide sequence of human monocyte interleukin 1 precursor cDNA. In: PNAS. Band 81, Nr. 24, 1984, S. 7907–7911, Volltext (PDF)
2. ↑  Tang Prize 2020

| Personendaten    | Personendaten                |
| ---------------- | ---------------------------- |
| NAME             | Dinarello, Charles           |
| ALTERNATIVNAMEN  | Dinarello, Charles Anthony   |
| KURZBESCHREIBUNG | US-amerikanischer Immunologe |
| GEBURTSDATUM     | 22. April 1943               |
| GEBURTSORT       | Boston                       |